# Microgomphus chelifer
Microgomphus chelifer är en trollsländeart. Microgomphus chelifer ingår i släktet Microgomphus och familjen flodtrollsländor. IUCN kategoriserar arten globalt som livskraftig.

## Underarter
Arten delas in i följande underarter:
- M. c. chelifer
- M. c. thelyphonus